# Sans anesthésie
Pour plus de détails, voir Fiche technique et Distribution.
Sans anesthésie (titre polonais : Bez znieczulenia) est un film franco-polonais réalisé par Andrzej Wajda, sorti en 1978.

## Fiche technique
- Titre : Sans anesthésie
- Titre original : Bez znieczulenia
- Réalisation : Andrzej Wajda
- Scénario : Andrzej Wajda et Agnieszka Holland avec la collaboration de Krzysztof Zaleski
- Musique : Jerzy Derfel
- Photographie : Edward Kłosiński
- Montage : Halina Prugar-Ketling
- Pays d'origine :  Pologne /  France
- Format : couleur - Mono
- Durée : 131 minutes
- Date de sortie : 1978

## Distribution
- Zbigniew Zapasiewicz : Jerzy Michalowski
- Ewa Dałkowska : Ewa Michalowska
- Andrzej Seweryn : Jerzy Rosciszewski
- Krystyna Janda : Agata
- Emilia Krakowska : Wanda Jakowicz
- Roman Wilhelmi : Bronski
- Jerzy Stuhr : Jerzy Porebowicz
- Krzysztof Kiersznowski : étudiant de Michalowski